# Lotine
Lotine is een plaats in de gemeente Dvor in de Kroatische provincie Sisak-Moslavina. De plaats telt 55 inwoners (2001).